# Kutchubaea morilloi
Kutchubaea morilloi är en måreväxtart som beskrevs av Julian Alfred Steyermark. Kutchubaea morilloi ingår i släktet Kutchubaea och familjen måreväxter. Inga underarter finns listade i Catalogue of Life.